# KHL (2025/2026)
Sezon KHL 2025/2026 – osiemnasta edycja ligi KHL rozgrywana na przełomie 2025 i 2026.

## Kluby uczestniczące
W czerwcu 2025 ogłoszono, że drużyna Witiazia Podolsk nie przystąpi do sezonu 2025/2026) i pozostanie poza ligą do edycji 2029/2030. W połowie 2025 ogłoszono, że ekipa Kunlun Red Star w sezonie 2025/2026 będzie występować na lodowisku SKA-Arena w Petersburgu. W sierpniu ogłoszono, że chińską drużynę Kunlun Red Star zastąpił zespół Shanghai Dragons z tego samego kraju, który początkowo miał rozgrywać spotkania w Petersburgu.
W toku zmian do Dywizji Bobrowa została przydzielona Łada Togliatii, przesunięta z Dywizji Charłamowa
| Konferencja Zachód     | Konferencja Zachód      | Konferencja Wschód         | Konferencja Wschód  |
| Dywizja Bobrowa        | Dywizja Tarasowa        | Dywizja Charłamowa         | Dywizja Czernyszowa |
| ---------------------- | ----------------------- | -------------------------- | ------------------- |
| Łada Togliatti         | CSKA Moskwa             | Ak Bars Kazań              | Admirał Władywostok |
| SKA Sankt Petersburg   | Dinamo Moskwa           | Awtomobilist Jekaterynburg | Amur Chabarowsk     |
| HK Soczi               | Dynama Mińsk            | Mietałłurg Magnitogorsk    | Awangard Omsk       |
| Spartak Moskwa         | Łokomotiw Jarosław      | Nieftiechimik Niżniekamsk  | Barys Astana        |
| Torpedo Niżny Nowogród | Shanghai Dragons        | Traktor Czelabińsk         | Saławat Jułajew Ufa |
|                        | Siewierstal Czerepowiec |                            | Sibir Nowosybirsk   |

## Sezon zasadniczy
Terminarz sezonu zasadniczego przewidziano od 5 września 2025 do 20 marca 2026, w trakcie którego każda drużyna ma do rozegrania 68 meczów.

## Faza play-off
Fazę play-off przewidziano w terminie od 23 marca do maksymalnie 23 maja 2026.